# Рутенберг Петро Мойсейович
Петро (Пінхас) Рутенберг (5 лютого 1879, Ромни, Полтавська губернія (тепер Сумська обл.) — 1942, Єрусалим, Ерец-Ісраель) — есер, інженер, політичний діяч, бізнесмен, учасник революційного руху. Керівник Військової організації (ВО) партії есерів. Організатор та учасник убивства священника Георгія Гапона. Разом із Володимиром (Зеєвом) Жаботинським організатор Американського Єврейського Конгресу (1914) і співзасновник Єврейського легіону, розробник плану електрифікації Палестини, засновник Електричної компанії Ізраїлю, один з ініціаторів створення держави Ізраїль.

## Життєпис

### Ранні роки
Пінхус (Петро) Мойсейович Рутенберг народився 24 січня (5 лютого) 1878 року у місті Ромни (тоді Полтавська губернія Російської імперії, зараз Україна) у єврейській сім'ї.
- Батько — Мойсей (Мойше) Рутенберг, купець 2-ї гільдії.
- Мати — Бася-Малка Рутенберг (уроджена Марголіна), дочка кременчуцького рабина Пінхаса Марголіна[6].

Крім Пінхаса, у ній були й інші діти, п'ять синів і дві дочки. Рутенберг здобув традиційну єврейську освіту, у дитинстві ходив у хедер, вивчав Тору та єврейські закони. У віці 11 років він вступив до реального училища у своєму рідному місті. Потім він приїжджає до Петербурга, де вступає до Санкт-Петербурзького практичного технологічного інституту. Тут він захоплюється ідеями тираномахії (боротьба проти тиранії або тиранів. "τύραννος" (тиран) і "μάχη" (боротьба) - спроби повалення тиранічних режимів через внутрішні або зовнішні боротьби, революції або повстання), до сіонізму ставився байдуже.
Журналіст Горелик пише, що духовними «наставниками» Рутенберга були такі особи, як Микола Кібальчич, Віра Фігнер, Софія Перовська, Андрій Желябов та інші. Серед його вчителів був Георгій Плеханов, навіть після смерті Рутенберг підтримував зв'язок з його дружиною, Розалією Марковною Плехновою (Боград). Під час навчання в інституті під впливом ідей народництва формується Рутенберг-революціонер.
У 1899 році Пінхас взяв участь у студентських заворушеннях, що охопили столицю Російської імперії, за особливо активну участь у протестах Пінхаса було відраховано з інституту та вислано до Катеринослава, де він працював креслярем на металургійному заводі, а пізніше на залізниці. У Катеринославі він зблизився з соціал-демократами. Пізніше, з появою партії есерів, вступив до неї.
На початку 1900-х років Рутенберг закохався в Ольгу Миколаївну Хоменко, яка була старша за нього і належала, так само, як і сам Рутенберг, до революційної інтелігенції. Щоб одружитися з Ольгою Хоменко, Рутенберг, за законами імперії, мав вихреститися. У шлюбі вони виростили трьох дітей, двох синів (Женя та Толя) та одну дочку (Валя). Син Євген (1901-1982) пізніше став відомий як учений-іхтіолог .
Незважаючи на те, що Рутенберг був есером-активістом і був близько знайомий з багатьма відомими терористами того часу, такими як Євно Азеф, Григорій Гершуні, Іван Каляєв та з іншими, він не брав участі в бойовій організації есерів. Партійне прізвисько «Мартин Іванович».

### Революційна активність
Закінчивши інститут, Рутенберг почав працювати молодшим інженером на найбільшому в Петербурзі Путилівському заводі.

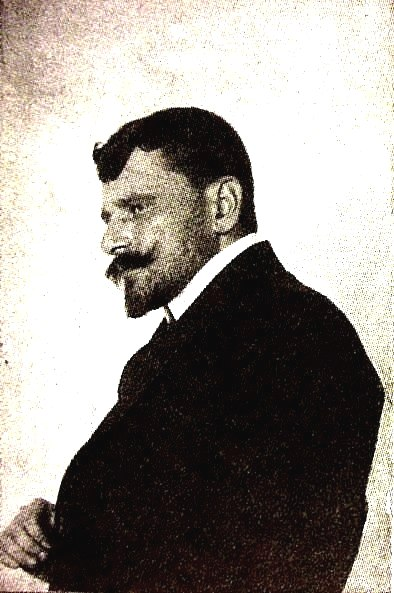
Петро Рутенберг, 1900-ті роки. Фото департаменту поліції.

9 січня 1905 року за завданням партії есерів взяв участь в організованій  священником Георгієм Гапоном ході робітників до Зимового палацу з метою вручення царю Миколі ІІ Петиції про потреби народу. Під час розстрілу демонстрації солдатами Рутенберг виявив самовладання і фактично врятував Гапону життя, вивівши його з-під вогню. Зголивши йому бороду і довге волосся і переодягнувши у простий одяг, Рутенберг повів Гапона на одну з таємних квартир, після чого його вивезли за кордон . Пізніше Гапон розповів начальнику петербурзького охоронного відділення А. У. Герасимову, що Рутенберг мав план застрелити царя під час виходу до народу.

### Призначення керівникомВійськової організації (ВО) партії есерів. Вбивство священника Гапона
Взимку 1905 Рутенберг поїхав за кордон, де за рішенням ЦК есерів його було призначено керівником Військової організації (ВО) партії есерів.
Влітку 1905-го брав участь у невдалій спробі доставити зброю до Росії пароплавом «Джон Графтон». До кінця 1905 Гапон і Рутенберг перебувають за кордоном, де зустрічаються з такими відомими соціалістами, як Плеханов, Ленін, Кропоткін, Жорес, Клемансо. За кордоном Рутенберг став найближчим другом Гапона, і завдяки близькості до цього популярного лідера робітників перетворився на помітну фігуру в партії есерів. Потім Рутенберг, а за ним і Гапон, повертаються до Росії.
За даними  Рутенберга на початку 1906 Гапон зізнався йому у зв'язках з поліцією і спробував його завербувати, стверджуючи, що, будучи подвійними агентами, вони зможуть надати велику допомогу робочій справі. Рутенберг повідомив про це лідерам Бойової організація есерів - Євно Азефу (який сам згодом виявився провокатором та подвійним агентом) та його заступнику Борису Савінкову. Азеф зажадав стратити Гапона.
26 березня Рутенберг запросив Гапона на заздалегідь зняту дачу в селищі Озерки під Петербургом, де той був повішений на гаку вішалки бойовиками партії. (Будинок, де сталося вбивство, був на розі Ольгінської (нинішня Єриванська) і Варварінської вулиць ) Рутенберг писав у своїх спогадах (Париж, 1909), що Гапон був засуджений до смерті товариським судом робітників, які підслуховували його розмову з Гапоном, сховавшись у сусідній кімнаті на дачі. Після того, як Гапон кілька разів повторив пропозицію "охоронки" про співпрацю, Рутенберг несподівано покликав товаришів, які чули все , а сам вийшов на терасу. Коли він повернувся, Гапон був мертвий.
Керівництво партії есерів відмовилося взяти відповідальність за злочин, заявивши, що Рутенберг діяв з власної ініціативи, виходячи з особистих мотивів.
У своєму заповіті Рутенберг писав про вбивство Гапона так: «Раз у житті з'їхав з глузду. Перейшов кордон, нам, маленьким людям, дозволений. І потім оговтатися не міг...» .

### На еміграції

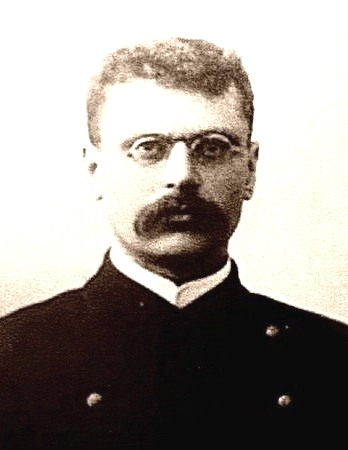
Есер Петро Моїсейович Рутенберг (1878-1942)

У 1906 року емігрував до Німеччини, з 1907 по 1915 рік жив у Італії, де зосереджується на інженерній роботі та освоює гідротехніку. Тоді ж він вперше звертається до специфічних єврейських проблем і робить висновок, що вони можуть бути вирішені лише шляхом національної організації єврейського народу. Він повертається до юдаїзму, виконавши з власної ініціативи середньовічний суворий обряд покаяння відступника (39 ударів батогом на порозі синагоги, шрами у Рутенберга залишилися протягом усього життя, і він ними пишався). У 1907 проживав в Англії .
З початком Першої світової війни Рутенберг береться за створення Єврейської бойової організації, завданням якої допомогти союзникам звільнити Палестину. Він відвідує низку європейських столиць, зустрічається з відомими політиками та керівниками сіоністського руху та вступає в контакт із Жаботинським та Трумпельдором, які також працювали над організацією «Єврейського легіону». За погодженням із Жаботинським, Рутенберг у травні 1915 року вирушає до Америки з метою агітації.
У Нью-Йорку триває політична боротьба єврейських організацій навколо створення структури, здатної відстоювати вимоги сіоністів після перемоги союзників у війні. Рутенберг переважно підтримує зв'язок з лідерами лівих організацій, такими як Давид Бен-Ґуріон. Разом із Хаїмом Житловським він бере участь у створенні Американського єврейського конгресу. Тоді ж Рутенберг під псевдонімом Пінхас Бен-Амі видає на ідиші свою книгу «Національне відродження єврейського народу», написану російською в Італії. В Америці Рутенберг розробив детальний план використання гідроенергії в Палестині та іригації Палестини — втілення цього плану в життя стає його мрією.

### Після Лютневої революції
У лютому 1917 року відбулася Лютнева революція, під час якої було повалено Російську імперію царя Миколи II. Рутенберг був одним із багатьох емігрантів, які вітали революцію і бажали повернутися до Росії. У липні 1917 року він приїхав у Петроград, де його зустрів соратник по партії есерів Олександр Керенський, який очолив Тимчасовий уряд. Незважаючи на те, що Рутенберг перебував на еміграції 11 років, за кілька днів його було призначено заступником губернського комісара.
До осені очолюваний Левом Троцьким Петроградська Рада робочих депутатів стає органом влади, який протистоїть рутенбергівській міській Думі. Було ясно, що Ради планують захопити владу та усунути уряд. 3 листопада Керенський оголосив про створення Вищої ради у складі трьох осіб, наділеної надзвичайними повноваженнями з метою збереження законності та порядку, та включив до неї Рутенберга. У жовтні Рутенберг стає помічником М. Кімкіна — уповноваженого уряду щодо «заволодіння порядком у Петрограді». У дні Жовтневого перевороту Рутенберг пропонував заарештувати і стратити Леніна та Троцького .
Під час штурму Зимового палацу, 7 листопада 1917 року, Рутенберг був серед захисників резиденції Тимчасового уряду. Він був заарештований разом із міністрами і шість місяців провів у Петропавлівській фортеці. Звільнений за клопотанням Максима Горького та Олександри Коллонтай . Потім працював у Москві, де зайняв пост у кооперативному русі. 

### В Україні

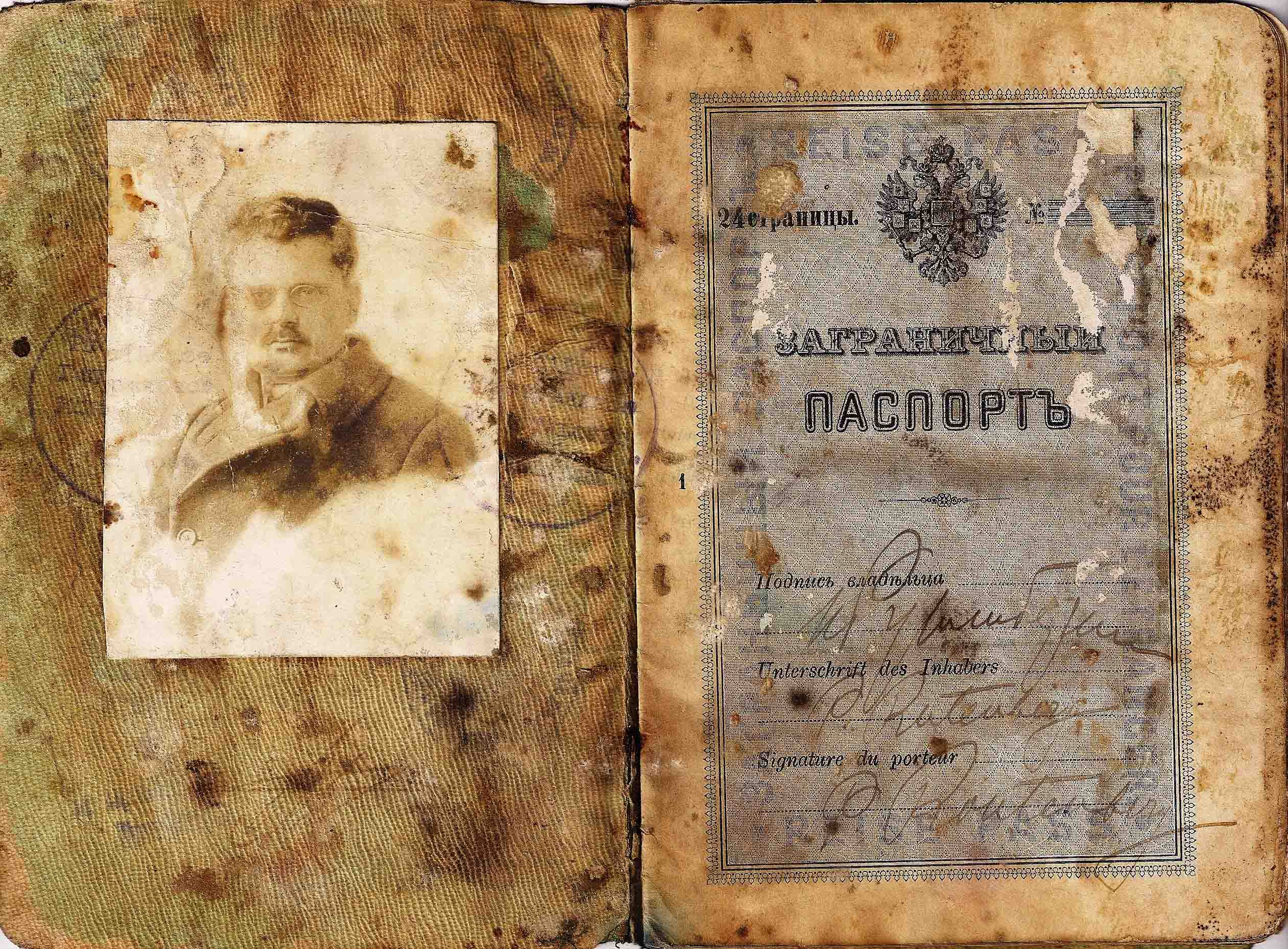
Паспорт, з яким Рутенберг полишив Одесу, 1919.

Після початку більшовицької політики Червоного терору, Рутенберг утік до Києва — столиці тоді незалежної Української Держави.
Не пізніше 1 лютого 1919 року Рутенберг приїхав до Одеси. Там він увійшов до Комітету оборони та продовольства, сформований 23 березня 1919 року командуванням французьких військ, під час французької інтервенції в Одесі, керував постачанням у французьку військову адміністрацію. За спогадами К.І. Глобачова, Рутенберг у Раді оборони грав вирішальну роль і «пригнічував інших членів Ради оборони своїм нахабством, безапеляційністю своїх рішень та авторитетом своєї партійності».
У ніч із 2 на 3 квітня 1919 року Рутенберг був присутній під час зустрічі представників одеської Ради робочих депутатів із французьким командуванням, де обумовлено умови переходу влади у місті від французів до Ради, очолюваної більшовиками. Коли стало відомо про оголошену евакуацію французьких військ, Рутенберг наполягав на арешті міських "робітничих організацій", на що раніше не погоджувався. На думку Глобачова, такі дії Рутенберга мали провокаційний характер . 17 березня 1919 року Рутенбергу вдалося отримати російський закордонний паспорт разом із виїзною візою. Це дозволило йому сісти на американський корабель, який вирушав з Одеси до Константинополя, контрольованого союзниками.

### У Франції
Того ж року у Парижі разом із іншими керівниками сіоніського руху брав участь у підготовці пропозицій до Версальської мирної конференції. У цей час він повернувся до своєї ідеї електрифікації Палестини. За рекомендацією старого барона Едмонда де Ротшильда, його син, британський фінансист Джеймс Ротшильд, виділив кошти на цей проект.

### Електрифікація Палестини

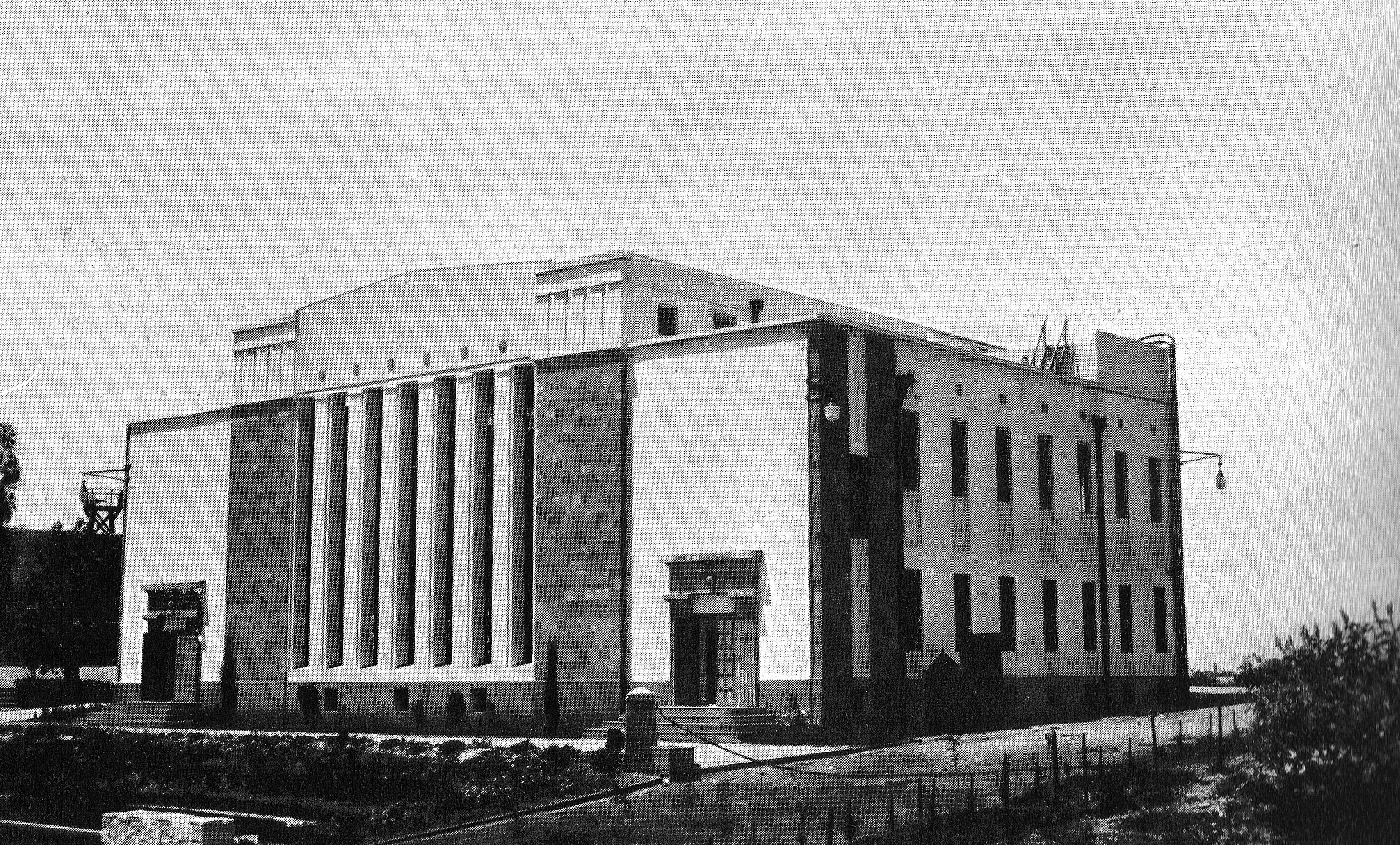
Перша дизельна "станція Рутенберга" в Тель-Авіві, архітектор Джозеф Берлін, побудована в 1923 році.

Наприкінці 1919 року сорокарічний Пінхус Рутенберг приїжджає до Палестини і одразу стикається з антиєврейськими виступами палестинських арабів. Жаботинський, Рутенберг та Трумпельдор утворюють загони єврейської самооборони «Хагана» — ядра майбутньої Армії оборони Ізраїлю. У 1921 Рутенберг  командир «Хагани» під час заворушень в районі Тель-Авіва.
Рутенберг не припиняє роботи з одержання концесії та пошуку інвестицій для будівництва електростанцій. Спочатку він представив проект осушення боліт та будівництва каскаду гідроелектростанцій у Верхній Галілеї. Цей проект грав роль ключового аргументу в переговорах 1920 між Англією і Францією, в результаті яких долина Верхнього Йордану (т. зв. Галілейський виступ) була включена до складу підмандатної Палестини.
У 1923 році, подолавши численні перешкоди, за підтримки міністра колоній Уїнстона Черчилля, Рутенберг отримує концесію на виробництво електроенергії та створює Палестинську Електричну Компанію (Електричну компанію Ізраїлю). Тоді ж з'явилася перша електростанція, і було електрифіковано спочатку Тель-Авів, а потім Хайфу, Тиверіаду та інші міста.
В 1930 будується порівняно велика гідроелектростанція в Нахараїмі, при впаданні річки Ярмук в Йордан. Через кілька років річка проклала в м'яких ґрунтах нове русло, обійшовши греблю, яка опинилася на йорданській території. "Старий з Нахараїма" - під таким прізвиськом став відомий Рутенберг серед єврейських колоністів. Рутенбергу вдалося залучити до ради компанії багатьох іменитих британських політиків: сера Герберта Семюела, сера Х'юго Херста, графа Редінга.
Перша йорданська гідроелектростанція - ГЕС Нахараїм, також відома як "електростанція Рутенберга" або "електростанція Нахараїм" або "електростанція Тель-Ор", була звичайною гідроелектростанцією з дамбою на річці Йордан, яка працювала між 1932 і 1948 роками. Вона була розташована в еміраті Зайордання (сучасна Йорданія), але побудована для забезпечення електрикою підмандатної Палестини (сучасний Ізраїль). ГЕС було побудовано в районі, відомому як Джіср-ель-Маджамі, пізніше перейменованому Палестинською електричною корпорацією на Нахараїм, і після мирного договору між Ізраїлем і Йорданією сьогодні він є частиною йорданського району Бакура.

### Голова Національної Ради "Ваад Леумі"

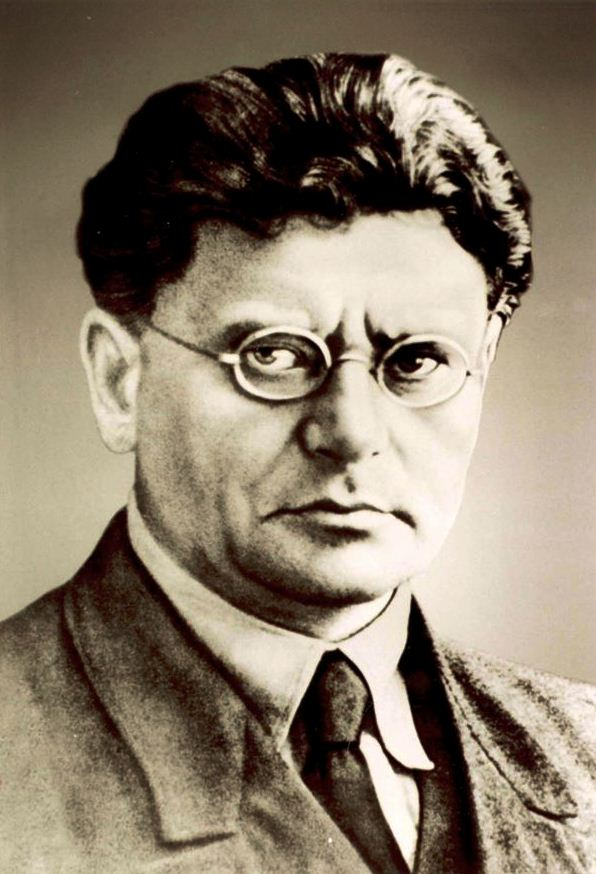
Пінхас Рутенберг, фото близько 1940 р.

Соціалістичне минуле Рутенберга зближало його з лівим табором у сіонізмі. Водночас він зберігав тісні зв'язки з Жаботинським та «ревізіоністським» правим рухом. Рутенберг не належав до жодної з партій, але мав величезний авторитет і зв'язки як у Палестині, і серед європейських і американських політиків. Все це робило його людиною, здатною «наводити мости» та зближувати позиції різних груп. В 1929 відбулися арабські напади на євреїв в Єрусалимі, біля Стіни плачу. Головний рабин Палестини, Авраам Кук звертається до Рутенберга з проханням використати свій вплив серед англійців, щоб забезпечити безпеку у цьому святому місці. Рутенберг призначається головою Національної Ради ("Ваад Леумі", орган єврейського самоврядування). Спільно з Моше Смілянським Рутенберг намагається домовитися з арабами про взаєморозуміння і використовує при цьому своє знайомство з еміром Трансйорданії (пізніше королем Йорданії) Абдалла бін Хусейном, що виникла на будівництві ГЕС в Нахараїмі. Ці переговори, однак, не мали успіху.

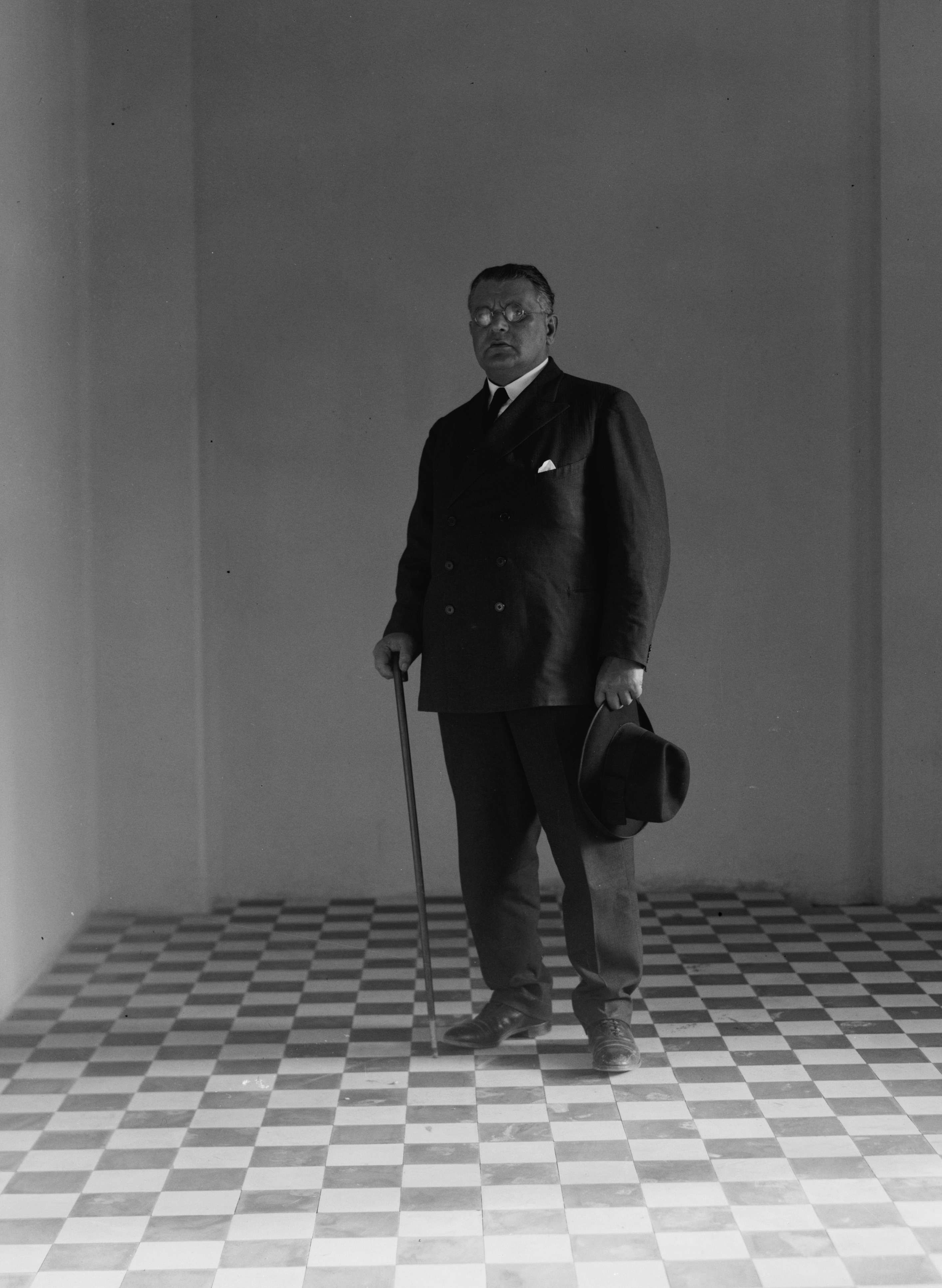
Пінхас Рутенберг – засновник Палестинської Електричної компанії, фото близько 1940 р.

У 1934 році він намагається подолати розбіжності між Бен-Ґуріоном та Жаботинським. За посередництвом Рутенберга вони дійшли згоди, яка, однак, не була затверджена правлінням Всесвітньої сіоністської організації.
Британська влада використовувала Рутенберга для встановлення неформальних контактів із Беніто Муссоліні: під час однієї з численних поїздок до Європи Рутенберг зустрічався в Римі зі своїм давнім знайомим, тепер італійським диктатором.
З початком Другої світової війни Рутенберг знову стає головою Національної Ради. Він намагається вжити заходів для порятунку німецьких євреїв. Однак здоров'я його погіршується, і в 1942 Рутенберг помирає в Єрусалимі.

### Спадок
Перед смертю він звертається до єврейської молоді із закликом до єдності. Рутенберг заповів свій спрадок фонду молодіжної діяльності, названому його ім'ям. Будинок Рутенберга на горі Кармель у Хайфі став великим молодіжним центром. Гідроенергія стала джерелом електрики для Ізраїлю. Станція в Нахараїмі була зруйнована йорданцями під час війни у 1948 році. Проте компанія "Хеврат Хашмаль" (Електрична компанія Ізраїлю) виявилася основою інфраструктури сучасної єврейської держави. Ім'ям Рутенберга названо велику сучасну електростанцію в районі Ашкелону.

### Сім'я
- Син — Євген Петрович Рутенберг (1901—1982), іхтіолог, кандидат біологічних наук [15].
- Сестра — Рахіль Мойсіївна Рутенберг, педагог; її падчерка — актриса Рут Марківна Іоффе (сценічний псевдонім Рома, 1915—1989), дружина актора Аркадія Райкіна.

### Твори
- «Вбивство Гапона» (рос. "Убийство Гапона") : Спомини П.М.Рутенберга. — Ленінград : Билоє, 1925. — 152 с.

### У кіно
В серіалі "Імперія під ударом" (2000, рф) Рутенберга грає Георгій Траугот. 7-а серія: «Гапон» (Дата виходу - 23.11.2000)
1905 рік. Після «Кривавої неділі» вся поліція шукає священика Гапона (Олександр Домогаров). Медянніков з'ясовує, що його приховує есер Петро Рутенберг (Георгій Траугот). Рачковський вирішує використовувати Гапона як агента-інформатора в партії есерів.